# Murdered: Soul Suspect
Murdered: Soul Suspect (с англ. — «Убитый: Душа Подозреваемого») — компьютерная игра в жанре Action-adventure, разработанная независимой студией Airtight Games и изданная компанией Square Enix для платформ PC, PlayStation 3, PlayStation 4, Xbox 360 и Xbox One.
Сюжет игры затрагивает альтернативную точку зрения салемского процесса над ведьмами в период с 1692 по 1693 года, когда 150 человек (в основном женщины) были обвинены в колдовстве и 19 из них были повешены.

## Сюжет
Действие игры разворачивается в городе Салем, штат Массачусетс. Детектив с криминальным прошлым Ронан О’Коннор расследует серию жестоких убийств, совершённых маньяком, известным как «Звонарь», который убивает молодых девушек (причём самыми разными способами — сжигает их заживо, топит, обрушивает на них тяжёлые предметы) и умудряется не оставлять за собой никаких улик, способных его идентифицировать — только по редким свидетельствам удаётся установить, что это мужчина в ветровке с капюшоном на голове. Ронан приходит в квартиру, где прописана медиум Кассандра Фостер и её 15-летняя дочь Джой, так как в полицию позвонил свидетель, который видел, как мужчина, похожий на «Звонаря» стоял рядом с их домом и смотрел на окна их квартиры. Там он сталкивается со «Звонарём», но попытка задержать преступника оказывается для Ронана неудачной — тот выбрасывает его из окна четвёртого этажа. Ронан приходит в себя на улице и пытается вернуться в дом, чтобы найти убийцу, но вместо этого обнаруживает своё собственное тело на мостовой. Попытки вернуться в тело не дают результата, и Ронан вынужден беспомощно наблюдать за тем, как «Звонарь» расстреливает его из собственного пистолета. После смерти Ронан видит свет, а в нём свою давно погибшую жену, Джулию. Она сообщает Ронану, что они не могут быть вместе, пока он не закончит все дела, связывающие его с миром живых. Ронан возвращается в мир смертных.
Возле места своей гибели он встречает дух девочки пуританской эпохи, Эбигейл Уильямс. Эбигейл рассказывает ему о новых призрачных способностях и опасностях, которые подстерегают призраков в мире живых. Используя эти способности, Ронан исследует место своего убийства и обнаруживает, что когда он пришёл в квартиру Фостеров, там пряталась Джой, которая в последнее время, по просьбе матери, пряталась на чердаке местной церкви, в то время как сама Кассандра таинственно исчезла после этого. Ронан находит Джой и узнаёт, что она, как и её мать, тоже медиум, способный видеть призраков и воздействовать на них. Так же он выясняет, что Кассандра Фостер консультировала полицию Салема по некоторым делам, в число которых входило и дело «Звонаря», и что она оставила Джой записку, в которой упоминала свой дневник по делу, который теперь хранится в полицейском участке. Вдвоём Ронану и Джой удаётся достать этот дневник. Исследование записей Кассандры приводит пару на кладбище, где недавно было найдено тело Софии Бэйкер, которая, возможно, тоже была жертвой «Звонаря». Но дух Софии отказывается говорить, вынуждая Ронана гнаться за собой через всё кладбище. В итоге Ронан понимает, что девушка вовсе не пыталась убежать, она вела его к месту своей гибели. Здесь Ронан видит ретроспективу её гибели. «Звонарь» расспрашивает Софию про некий договор и использует довольно странный способ убийства — привязывает девушку к стулу и топит в реке.
Дальнейшее исследование дневника указывает на ещё одну возможную, но выжившую жертву убийцы — Айрис Кэмпебел, которая была отправлена в психиатрическую лечебницу, потому что была невменяема и постоянно бормотала что-то о договоре. Пробравшись в лечебницу, пара выясняет, что Айрис тоже обладает способностями видеть призраков и влиять на них. Попытки Ронана пойти на контакт с ней приводят к неожиданному открытию — у Айрис была сестра-близнец Роуз. «Звонарь» похитил их обеих и собирался сжечь на костре, но Роуз удалось освободить сестру, однако сама она сбежать не успела. Ронан хочет узнать больше о договоре, которым интересовался убийца, но Айрис неожиданно приходит в ярость, а потом теряет сознание, после чего из неё выходит призрак обгоревшей Роуз, которая пряталась в теле сестры и сводила её с ума. Ронан выводит девушек из больницы и, наконец, узнаёт конкретно о договоре — «Звонарь» требовал, чтобы они признали, что заключили какой-то контракт с демонами. Обдумав ещё раз способы, которыми были убиты все жертвы «Звонаря», Ронан понимает, что убийца явно увлечён историей Салемского судебного процесса над ведьмами (более того, он обнаруживает, что все убитые девушки обладали дарами медиумов — а именно таких в пуританскую эпоху и казнили, как ведьм, обвинив их в колдовстве). Ронан просит девушек укрыться в церкви, а сам направляется в Исторический Музей Салема, где как раз проходит выставка на эту тему. Осмотрев выставку, Ронан понимает, что все избранные преступником орудия убийства совпадают с пыточными инструментами времён охоты на ведьм. Но у него всё ещё нет подозреваемых, так что он отправляется в реставрационный зал на втором этаже и внезапно сталкивается с Джой. Вместе они исследуют остальные артефакты и находят картину с изображением колокола, символа, который «Звонарь» оставляет возле своих жертв. Затем Ронан видит флешбек, где картину трогает его коллега Бакстер (который недолюбливал Ронана за то, что тот приходился зятем лейтенанту полиции Хавьеру «Рексу» Рейсу и, по мнению Бакстера, именно благодаря Хавьеру Ронан сумел получить работу в полиции), и начинает подозревать, что именно Бакстер и является убийцей. Джой снова отправляется в церковь, чтобы проведать Айрис, а Ронан задерживается и на выходе из музея видит, как мимо проносятся полицейские машины с включённой сиреной и слышит, что в церкви что-то случилось.
Придя к церкви, Ронан видит как Джой задерживают, когда она пытается проникнуть в церковь, и сажают в машину к Рексу. Он проникает в церковь и обнаруживает, что перед этим туда наведался «Звонарь» и убил Айрис (а заодно и несколько случайно попавших ему под руку посторонних), обрушив на неё статую, а по уликам и ментальным следам понимает, что «Звонарь» приходил конкретно за Джой, а в случае с Айрис он просто довершил начатое. Среди прочих улик Ронан находит оброненный «Звонарём» ключ от старого «Дома Правосудия», где в пуританскую эпоху судили за колдовство, и понимает, что убийца прячется именно там. В «Доме Правосудия» Ронан находит своеобразный оперативный центр убийцы — комнату с трофеями, фотографиями жертв и орудий убийств, картой и описанием деталей каждого преступления. Он так же находит газеты с заметками о похожих убийствах, которые происходили в Салеме в течение нескольких столетий. Дальнейшие исследования дома приводят Ронана в подвал, где он натыкается на застреленный труп Бакстера. Его призрак тоже всё ещё здесь и он уверяет Ронана, что не имеет отношения к убийствам, что он вёл собственное расследование и что Кассандра Фостер жива, но прячется в убежище за чертой города. Он так же рассказывает, что убийца перед тем, как убить его, упомянул, что сегодня расправится с ещё одной жертвой. Ронан отсылает Бакстера к Кассандре, чтобы рассказать о дочери и привезти обратно в город, а сам продолжает осматривать подвал. В тёмных комнатах ему попадаются призрачные клетки и оковы, а ментальная ретроспектива событий открывает Ронану страшную тайну. Эбигейл Уильямс, девочка, встретившая Ронана в призрачном мире, была когда-то заточена здесь за многочисленные ложные обвинения женщин в колдовстве, за что её саму приговорили к повешению. В последнюю ночь Эбигейл нарисовала на полу темницы символ колокола и пообещала, что проследит, чтобы колокол прозвонил по каждой ведьме Салема. Ронан начинает догадываться, что новая жертва — это Джой и что её повесят на виселице, которая находится в выставочном зале музея.
В музее он обнаруживает связанную Джой и «Звонаря», готового дёрнуть за рычаг и повесить девушку. К своему ужасу Ронан узнаёт в «Звонаре» Рекса, но затем понимает, что тело Рекса одержимо духом Эбигейл. Тогда Ронан быстро вселяется в девушку и помогает ей с помощью её способностей медиума «выбить» Эбигейл из тела Рекса, который после этого теряет сознание. Ронан хватает Эбигейл за руку и оказывается в её воспоминаниях — сцене её казни. Девочка сопротивляется и они скачут по воспоминаниям друг друга, постепенно открывая всю историю. Ронан с ужасом узнаёт, что это Рекс, под влиянием Эбигейл, убил Ронана, Бакстера и Айрис. Когда Ронан говорит, что Рекс не мог быть убийцей, потому что у него карие глаза, а сёстры Кэмпебел помнили, что у убийцы были светлые глаза, Эбигейл показывает, что Роуз убил Бакстер под её влиянием. Она поясняет, что для каждой жертвы она старалась использовать каждый раз нового «Звонаря», а когда они становились не нужны, убивала и их. Особенно если они, как Бакстер, начинали приближаться к разгадке. Когда Ронан спрашивает, зачем она убила его, если на момент смерти он ничего не знал о ней, Эбигейл хитро улыбается и показывает, что это Ронан, под её влиянием, утопил Софию Бэйкер. Ошеломлённый и взбешённый этой новостью, Ронан кидается на Эбигейл, но та вызывает портал в ад под его ногами. Оказавшийся в ловушке Ронан затягивает Эбигейл за собой. Портал обвивает и поглощает Эбигейл, Ронану же с трудом удаётся выбраться. Далее следует ролик, где Ронан за кадром сообщает, что Джой не станет обвинять Рекса в покушении и поможет ему скрыть все улики. Убийства «Звонаря» прекращаются, хотя дело так и не было закрыто. В финале Ронан идёт по улице Салема и слышит голос Джулии. Он оборачивается и идёт к ней со счастливой улыбкой.

## Рецензии и награды
| Сводный рейтинг       | Сводный рейтинг                           |
| Агрегатор             | Оценка                                    |
| --------------------- | ----------------------------------------- |
| GameRankings          | (PS4) 61,29 % (XONE) 55,76 % (PC) 58,15 % |
| Metacritic            | (PS4) 59/100 (PC) 59/100 (XONE) 51/100    |
| Иноязычные издания    |                                           |
| Издание               | Оценка                                    |
| Destructoid           | 4,5/10                                    |
| Edge                  | 4/10                                      |
| EGM                   | 5,5/10                                    |
| Eurogamer             | 6/10                                      |
| Game Informer         | 6,5/10                                    |
| GamesRadar+           | [ 12 ]                                    |
| IGN                   | 5,5/10                                    |
| Joystiq               | [ 14 ]                                    |
| Polygon               | 7/10                                      |
| VideoGamer            | 4/10                                      |
| Digital Spy           | [ 17 ]                                    |
| Metro                 | 3/10                                      |
| NowGamer              | 3,5/10                                    |
| Русскоязычные издания |                                           |
| Издание               | Оценка                                    |
| PlayGround.ru         | 6/10                                      |
| Riot Pixels           | 56 %                                      |
| «Игромания»           | 7/10                                      |
| «Игры Mail.ru»        | 4/10                                      |
| «Канобу»              | 7/10                                      |
| Gameguru              | 7,6/10                                    |

Летом 2018 года, благодаря уязвимости в защите Steam Web API, стало известно, что точное количество пользователей сервиса Steam, которые играли в игру хотя бы один раз, составляет 514 458 человек.